# Cold Day in the Sun
«Cold Day in the Sun» es el primer sencillo extraído de la parte acústica del quinto disco de la agrupación Foo Fighters titulado In Your Honor, así como el cuarto sencillo del álbum en total junto con No Way Back, de quien era cara B en su edición como sencillo. Como curiosidad cabe destacar que, en vez de ser Grohl quien canta la canción, éste alterna la posición con Taylor Hawkins en la batería y voces.

## Lista de canciones
1. «No Way Back»
2. «Cold Day in the Sun»
3. «Best of You» (directo)

- Datos: Q8347615